# Teoria X i teoria Y
Teoria X i teoria Y − teorie dotyczące motywowania pracowników przedstawione w 1960 roku przez Douglasa McGregora. 

## Opis
W opublikowanej w 1960 książce The Human Side of Enterprise McGregor opisał dwa przeciwstawne sobie sposoby myślenia o pracownikach. Teoria X pokazuje pracowników w negatywnym świetle i odpowiadają jej modele naukowego zarządzania. Teoria Y natomiast przedstawia pracowników jako osoby chętne do pracy. Teoria ta jest zgodna z założeniami zwolenników szkoły stosunków międzyludzkich.
Założenia teorii X:
- ludzie nie lubią pracy i starają się jej w miarę możliwości unikać;
- menadżerowie, jeśli chcą skłonić pracownika do wykonywania obowiązków, muszą ich stale kontrolować, kierować nimi i grozić im karami w razie nieposłuszeństwa lub opieszałości;
- ludzie zazwyczaj nie chcą sami podejmować odpowiedzialności i wolą, by nimi kierowano. Nie mają wielkich ambicji i przede wszystkim chcą czuć się bezpiecznie na swoich stanowiskach.

Założenia teorii Y:
- praca jest naturalną częścią życia a ludzie ją lubią;
- ludzie mają wewnętrzną motywację do realizacji celów o ile czują się do nich przywiązani;
- ludzie przywiązują się do celów w stopniu proporcjonalnym do osobistych nagród (niekoniecznie pieniężnych), jakie otrzymują za ich realizację;
- w odpowiednich warunkach ludzie sami dążą do podjęcia odpowiedzialności;
- ludzie mają naturalną skłonność do nowatorstwa i kreatywności;
- ludzie najczęściej wykorzystują w organizacjach jedynie część swoich talentów i inteligencji, ponieważ nie mają warunków do tego, by się wykazać.